# Марк Аций Балб Стари
Марк Аций Балб Стари (на латински: Marcus Atius Balbus; * 148 пр.н.е.; † 87 пр.н.е.) е сенатор и политик на Римската република през 2 и 1 век пр.н.е. и прадядо на Октавиан Август, първият римски император.
Фамилията на Аций произлиза от сенаторско плебейско съсловие от Ариция (днес Аричия, Италия) на 25 км южно от Рим. Тяхното име (когномен) Балб („Balbus“) означава преведено „заекващ“.
Той се жени за Помпея, сестрата на Гней Помпей Страбон, който е баща на Помпей Велики. На двамата се ражда в Ариция през 105 пр.н.е. син Марк Аций Балб Млади. Синът им се жени за Юлия Цезарис Млада, втората сестра на Гай Юлий Цезар, и става баща на три дъщери, от които Ация Балба Цезония става майка на първия римски император Октавиан Август и на Октавия Младша.
Правнуците на Марк Аций Балб Стари стават наследници на Цезар.